# Caputira
Caputira – miasto i gmina w Brazylii, w stanie Minas Gerais. Znajduje się w mikroregionie Manhuaçu. Nazwa pochodzi prawdopodobnie od słów z języka tupi ka'a (pole) i mbotyra, potyra (kwiat) co oznacza pole kwiatów.